# Falsoropica tonkinensis
Falsoropica tonkinensis är en skalbaggsart som beskrevs av Stefan von Breuning 1960. Falsoropica tonkinensis ingår i släktet Falsoropica och familjen långhorningar. Inga underarter finns listade i Catalogue of Life.